# 4884 Bragaria
4884 Bragaria (1979 OK15) là một tiểu hành tinh vành đai chính được phát hiện ngày 21 tháng 7 năm 1979 bởi N. S. Chernykh ở Đài vật lý thiên văn Crimean.